# Erling Trondsen
Erling Trondsen (28 de diciembre de 1959) es un deportista noruego que compitió en natación adaptada. Ganó veinte medallas en los Juegos Paralímpicos de Verano entre los años 1976 y 1992.

## Palmarés internacional
| Juegos Paralímpicos | Juegos Paralímpicos                              | Juegos Paralímpicos | Juegos Paralímpicos |
| Año                 | Lugar                                            | Medalla             | Prueba              |
| ------------------- | ------------------------------------------------ | ------------------- | ------------------- |
| 1976                | Toronto (Canadá)                                 | Medalla de oro      | 100 m libre C1      |
| 1976                | Toronto (Canadá)                                 | Medalla de oro      | 100 m mariposa C1   |
| 1976                | Toronto (Canadá)                                 | Medalla de oro      | 200 m estilos C1    |
| 1980                | Arnhem (Países Bajos)                            | Medalla de oro      | 100 m braza C1      |
| 1980                | Arnhem (Países Bajos)                            | Medalla de oro      | 150 m estilos C1    |
| 1980                | Arnhem (Países Bajos)                            | Medalla de plata    | 100 m espalda C1-D1 |
| 1980                | Arnhem (Países Bajos)                            | Medalla de plata    | 100 m libre C1-D1   |
| 1984                | Nueva York (EE. UU.) Stoke Mandeville (R. Unido) | Medalla de oro      | 100 m braza A3      |
| 1984                | Nueva York (EE. UU.) Stoke Mandeville (R. Unido) | Medalla de oro      | 100 m espalda A3    |
| 1984                | Nueva York (EE. UU.) Stoke Mandeville (R. Unido) | Medalla de oro      | 100 m mariposa A3   |
| 1984                | Nueva York (EE. UU.) Stoke Mandeville (R. Unido) | Medalla de oro      | 100 m libre A3      |
| 1984                | Nueva York (EE. UU.) Stoke Mandeville (R. Unido) | Medalla de oro      | 200 m estilos A3    |
| 1988                | Seúl (Corea del Sur)                             | Medalla de oro      | 100 m mariposa L4   |
| 1988                | Seúl (Corea del Sur)                             | Medalla de oro      | 200 m estilos L4    |
| 1988                | Seúl (Corea del Sur)                             | Medalla de plata    | 100 m libre L4      |
| 1988                | Seúl (Corea del Sur)                             | Medalla de bronce   | 100 m libre L4      |
| 1992                | Barcelona (España)                               | Medalla de oro      | 100 m mariposa S8   |
| 1992                | Barcelona (España)                               | Medalla de plata    | 50 m libre S8       |
| 1992                | Barcelona (España)                               | Medalla de plata    | 100 m libre S8      |
| 1992                | Barcelona (España)                               | Medalla de plata    | 200 m estilos SM8   |